# سردنگی بوچومت
سردنگی بوچومت (به صربی: Srednji Bučumet) یک منطقهٔ مسکونی در صربستان است که در مدوجا واقع شده‌است. سردنگی بوچومت ۲۰۷ نفر جمعیت دارد.